# Matti Breschel
Matti Breschel (Ballerup, 31 agosto 1984) è un dirigente sportivo ed ex ciclista su strada danese; professionista dal 2005 al 2019, ai campionati del mondo ha ottenuto, nella prova in linea, un bronzo nel 2008 a Varese e un argento nel 2010 a Melbourne.

## Carriera

### 2000-2004: gli esordi
Ottenne le prime vittorie già nel 2000 quando, nella categoria Juniores, si aggiudicò la cronometro a squadre del campionato nazionale su strada, insieme a Thomas Pedersen e Kasper Malmkjær. Nei due anni successivi seguirono altre quattro vittorie sempre nella stessa categoria: un campionato nazionale a Middelfart nel 2001, con due terzi posti rispettivamente nella cronometro individuale ed a squadre, una tappa al Heuvelland Tweedaagse nei Paesi Bassi e due tappe e la classifica generale del Münsterland Tour in Germania.
Nel 2003 iniziò a gareggiare nella categoria dilettanti Elite (conquistò una tappa alla Dan Bolig Cup a Karlslunde), ma fu il 2004 l'anno della ribalta, che ottenne con la maglia del Team PH, una piccola squadra danese. Vinse una tappa del Circuit des Ardennes, la Hanstholm ed un'altra tappa al Ringerike Grand Prix in Norvegia. Il 27 giugno al campionato nazionale disputato ad Hadsten vinse la medaglia di bronzo nella gara in linea; in settembre partecipò alla prova in linea Under-23 dei campionati del mondo di Verona, concludendo sesto, dopo aver contribuito al terzo posto del connazionale Mads Christensen. Chiuse la stagione con la vittoria del Giro del Canavese, gara riservata agli Under-23.

### 2005-2007: i primi anni da professionista
Passò professionista nel 2005 con il team danese CSC, firmando un contratto biennale. Sotto la "cura" del veterano Lars Michaelsen iniziò la stagione al Tour of Qatar, ottenendo il secondo posto nella terza tappa e nella classifica generale finale, a 1'14" dal compagno; vinse comunque la classifica riservata ai giovani. In giugno ottenne un'altra medaglia di bronzo al campionato nazionali ad Odense, primo podio nella categoria Elite. Per iniziare la stagione 2006 scelse, ancora una volta, di partecipare al Tour of Qatar, e per il secondo anno consecutivo concluse la corsa come miglior giovane. In marzo ottenne un terzo posto nel GP Fina, vinto da Philippe Gilbert, e la seconda piazza nella seconda tappa della Driedaagse van West-Vlaanderen, dietro a Robbie McEwen. Proprio durante la terza tappa della corsa belga cadde per uno scontro in volata con lo stesso McEwen, riportando la frattura di una vertebra (l'australiano fu declassato).
Ritornato alle corse, fu quattordicesimo alla Parigi-Roubaix 2007 vinta dal compagno di squadra Stuart O'Grady. Partecipò quindi al Giro d'Italia ottenendo due terzi posti, rispettivamente nella prima e nella diciottesima tappa. Il 2 agosto conquistò la prima vittoria da professionista, battendo allo sprint Enrico Gasparotto e Lorenzo Bernucci nella seconda tappa del Giro di Danimarca (chiuse terzo in classifica generale). Concluse la stagione con un altro successo in una frazione del Giro d'Irlanda.

### 2008-2010: le medaglie mondiali
Il 2008 fu la sua miglior stagione. In giugno si aggiudicò il Commerce Bank International Championship a Filadelfia; vinse poi la seconda tappa dello Ster Elektrotoer, che terminava sul temibile Cauberg, aggiudicandosi anche la classifica finale a punti, mentre nel campionato nazionale, a Faaborg, fu secondo, battuto dal solo Nicki Sørensen. Tra agosto e settembre, dopo essersi aggiudicato due tappe al Giro di Danimarca, partecipò alla Vuelta a España: nella corsa spagnola riuscì ad imporsi nella ventunesima tappa, a Madrid, superando allo sprint il bielorusso Aljaksandr Usaŭ. Nel finale di stagione prese parte alla prova in linea dei campionati del mondo di Varese, vincendo la medaglia di bronzo.
Nel 2009 Breschel vive una buona annata accompagnata da diversi successi di tappa al Giro di Danimarca, alla Volta a Catalunya, al Giro di Lussemburgo e al Giro di Svizzera (sua in volata la frazione con arrivo a Stäfa). Vince inoltre il titolo nazionale in linea e la classifica a punti del Giro di Lussemburgo. L'anno dopo fa sue la Dwars door Vlaanderen e un'altra tappa al Giro di Danimarca, ma soprattutto ottiene il secondo posto nella prova in linea dei campionati del mondo di Melbourne, battuto allo sprint dal norvegese Thor Hushovd. Anche grazie a questo risultato viene nominato ciclista danese dell'anno.

### 2011-2012: gli anni alla Rabobank
Nel 2011 passa alla formazione olandese Rabobank, ma a causa di una serie di infortuni è costretto a rinunciare a molte gare e non consegue alcun successo. Nella stagione successiva ottiene il primo piazzamento di rilievo giungendo terzo alla Gand-Wevelgem, alle spalle di Tom Boonen e Peter Sagan; è poi nono al Giro delle Fiandre.

## Palmarès
- 2003 (Under-23, una vittoria)

2ª tappa Dan Bolig Cup (Karlslunde > Karlslunde)
- 2004 (Team PH Under-23, quattro vittorie)

3ª tappa Circuit des Ardennes (Vireux > Wallerand)
Hanstholm Grand Prix
2ª tappa Ringerike Grand Prix (Hønefoss > Hønefoss)
Giro del Canavese
- 2007 (Team CSC, due vittorie)

2ª tappa Post Danmark Rundt (Aars > Århus)
2ª tappa Tour of Ireland (Clonakilty > Killarney)
- 2008 (Team CSC-Saxo Bank, cinque vittorie)

Commerce Bank International Championship
1ª tappa Ster Elektrotoer (Schijndel > Valkenburg aan de Geul)
2ª tappa Post Danmark Rundt (Skjern > Sønderborg)
3ª tappa Post Danmark Rundt (Padborg > Vejle)
21ª tappa Vuelta a España (San Sebastián de los Reyes > Madrid)
- 2009 (Team Saxo Bank, cinque vittorie)

2ª tappa Volta Ciclista a Catalunya (Gerona > Roses)
4ª tappa Tour de Luxembourg (Mersch > Lussemburgo)
4ª tappa Tour de Suisse (Biasca > Stäfa)
Campionati danesi, Prova in linea
1ª tappa Post Danmark Rundt (Hirtshals > Rebild)
- 2010 (Team Saxo Bank, due vittorie)

Dwars door Vlaanderen
3ª tappa Post Danmark Rundt (Hadsten > Vejle)
- 2012 (Rabobank, una vittoria)

3ª tappa Vuelta a Burgos (Santo Domingo de Silos > Lerma)
- 2013 (Team Saxo-Tinkoff, due vittorie)

2ª tappa Post Danmark Rundt (Ribe > Sønderborg)
3ª tappa Post Danmark Rundt (Sønderborg > Vejle)
- 2014 (Tinkoff-Saxo, tre vittorie)

2ª tappa Tour de Luxembourg (Rosport > Schifflange)
3ª tappa Tour de Luxembourg (Eschweiler > Differdange)
Classifica finale Tour de Luxembourg
- 2015 (Tinkoff-Saxo, due vittorie)

3ª tappa Post Danmark Rundt (Vejle > Vejle)
4ª tappa Post Danmark Rundt (Slagelse > Frederiksværk)

### Altri successi
- 2005 (Team CSC)

Classifica giovani Tour of Qatar
- 2006 (Team CSC)

Classifica giovani Tre Giorni delle Fiandre Occidentali
Classifica giovani Tour of Qatar
- 2007 (Team CSC)

Hadsten Criterium
- 2008 (Team CSC-Saxo Bank)

Triple Crown
- 2009 (Team Saxo Bank)

Classifica punti Giro del Lussemburgo
- 2010 (Team Saxo Bank)

Classifica sprint Post Danmark Rundt
Charlottenlund
- 2013 (Team Saxo-Tinkoff)

Charlottenlund

## Piazzamenti

### Grandi Giri
- Giro d'Italia

2007: 120º
2013: non partito (12ª tappa)
2019: ritirato (4ª tappa)
- Tour de France

2010: 142º
2016: ritirato (14ª tappa)
- Vuelta a España

2008: 82º
2009: 68º
2011: ritirato (6ª tappa)
2012: 159º

### Classiche monumento
- Milano-Sanremo

2005: 119º
2007: 60º
2008: 40º
2009: 134º
2010: 11º
2012: 31º
2013: 73º
2015: 12º
2017: 23º
2018: 12º
- Giro delle Fiandre

2005: ritirato
2007: ritirato
2008: 58º
2009: 6º
2010: 15º
2012: 9º
2013: 25º
2014: ritirato
2015: 73º
2016: ritirato
2017: 32º
2018: 98º
2019: 80º
- Parigi-Roubaix

2005: 58º
2007: 14º
2008: 20º
2009: 10º
2010: fuori tempo
2013: 15º
2015: 97º
2017: 99º
2018: 35º
2019: 60º
- Giro di Lombardia

2010: ritirato
2013: 49º
2018: ritirato

### Competizioni mondiali
- Campionati del mondo

Hamilton 2003 - In linea Under-23: 66º
Verona 2004 - In linea Under-23: 6º
Stoccarda 2007 - In linea Elite: ritirato
Varese 2008 - In linea Elite: 3º
Mendrisio 2009 - In linea Elite: 7º
Melbourne 2010 - In linea Elite: 2º
Limburgo 2012 - In linea Elite: ritirato
Toscana 2013 - In linea Elite: ritirato
Ponferrada 2014 - In linea Elite: 4º
Richmond 2015 - In linea Elite: 33º
Doha 2016 - In linea Elite: ritirato
Innsbruck 2018 - In linea Elite: ritirato
- Giochi olimpici

Londra 2012 - In linea: 42º